# Émerson Carvalho da Silva
Émerson Carvalho da Silva, meglio noto come Émerson (Bauru, 5 gennaio 1975), è un ex calciatore brasiliano, di ruolo difensore.